# Nguyễn Tiến Minh
Dans ce nom vietnamien, le nom de famille, Nguyen, précède le nom personnel.
Nguyen Tien Minh (en vietnamien: Nguyễn Tiến Minh), né le 17 février 1983 à Hô Chi Minh-Ville au Viêt Nam, est un joueur professionnel de badminton évoluant en Simple hommes.
En 2008, il représenta le Viêt Nam aux Jeux olympiques d'été de Pékin. Il fut éliminé dès le premier tour face à Hsieh Yu Hsin en trois sets (16-21 21-15 15-21).
En 2013, il accomplit sa meilleure performance mondiale en remportant la médaille de bronze en simple aux championnats du monde.

## Confidentialité
Fin décembre 2016, il décide d'organiser une cérémonie de mariage avec Vu Thi Trang (née en 1992).